# Golpe de Estado en Bolivia de 1934
El golpe de Estado en Bolivia de 1934, conocido también coloquialmente como Corralito de Villamontes, fue un golpe de Estado militar en Bolivia en 1934 que depuso al presidente Daniel Salamanca en plena guerra del Chaco. Dos días antes del golpe, Salamanca y su delegación presidencial llegaron al cuartel militar en Villamontes con la intención de destituir al general Enrique Peñaranda como comandante en jefe de las Fuerzas Armadas y reemplazarlo por el general José Leonardo Lanza. En respuesta, el 27 de noviembre de 1934, el alto mando del ejército ordenó a un grupo de oficiales militares dirigidos por el capitán Germán Busch arrestar al presidente y forzar su renuncia.
Después del golpe, los militares decidieron permitir que el vicepresidente José Luis Tejada Sorzano asumiera la presidencia para supervisar la conclusión de la guerra del Chaco. El golpe también tuvo el efecto de anular las elecciones generales de 1934, celebradas unas semanas antes. El mandato de Tejada Sorzano fue prorrogado dos veces antes de que él mismo fuera derrocado en otro golpe de Estado en mayo de 1936.

## Trasfondo
El final de 1934 puso de relieve un marcado deterioro del mandato del presidente Daniel Salamanca. A lo largo de la guerra del Chaco, el esfuerzo bélico boliviano se vio obstaculizado por un amargo conflicto entre el gobierno y el alto mando de las fuerzas armadas por las cuestionables decisiones militares de Salamanca. Inmediatamente al iniciarse la guerra en junio de 1932, el intento de Salamanca de sustituir al general Filiberto Osorio por el general José Leonardo Lanza como comandante en jefe del ejército fue bloqueado por el coronel David Toro, quien incitó a su superior, el general Carlos Quintanilla, a rechazar el nombramiento. Semejante insubordinación abierta en tiempos de guerra podría fácilmente haber merecido un tribunal militar o incluso la ejecución, pero Salamanca no sólo la permitió sino que la mantuvo, sentando un precedente que envalentonó al ejército a seguir poniendo a prueba la autoridad del presidente.

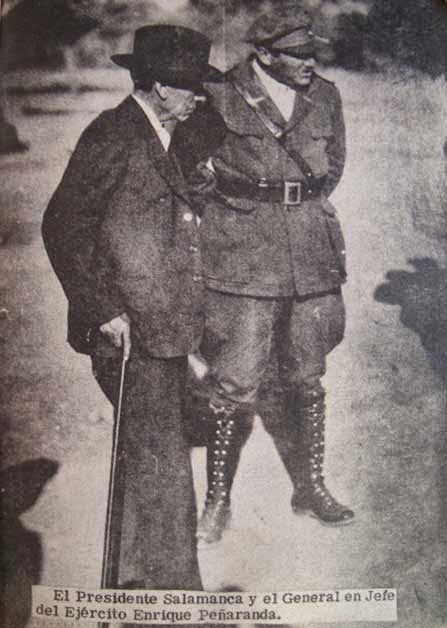
El presidente Salamanca con el general Peñaranda en el Chaco.

Esta permanente falta de cooperación entre el gobierno de La Paz y el cuartel general militar en Samayhuate, Villamontes, estalló en una crisis política en agosto de 1934. En ese mes, Salamanca solicitó el traslado del coronel Felipe M. Rivera, jefe del Estado Mayor del mando superior, al puesto de jefe del Estado Mayor Auxiliar en La Paz para reorganizar los servicios de retaguardia, sustituyéndolo en campaña por el coronel Bernardino Bilbao Rioja. El general Enrique Peñaranda, comandante en jefe de las fuerzas armadas, inicialmente tardó en cumplir la orden. En la segunda quincena de septiembre le indicó al ministro de guerra Luis Fernando Guachalla que había "tenaz resistencia" a introducir a Bilbao Rioja en el Estado Mayor. Esta reacción venía sin duda de Toro, que en 1930 había sido miembro del gobierno derrocado en 1930 por una junta militar de la que Bilbao Rioja formaba parte. Peñaranda indicó que el nombramiento de Bilbao Rioja pondría en riesgo la unidad del ejército y solicitó que Rivera fuera preservado por un mes más mientras Peñaranda trabajaba para calmar las rivalidades entre los oficiales.
Después de un mes de inacción continua, Salamanca se reunió con Peñaranda en Tarija el 23 de septiembre. Ese mismo día, Salamanca había recibido informaciones que indicaban que se estaba preparando un golpe de Estado inminente. Como resultado, la reunión fue tensa y el presidente lanzó acusaciones de insolencia e insubordinación contra el general. La diatriba llegó a su clímax cuando el propio Peñaranda empezó a alzar la voz, lo que llevó al hijo del presidente, Rafael Salamanca, a intervenir blandiendo su revólver. Pese a estar en clara desventaja, Peñaranda convenció a Salamanca no sólo de conservar sino de prolongar indefinidamente la presencia de Rivera en el Estado Mayor. Rivera, a su vez, lanzó una invectiva contra el coronel Ángel Rodríguez y al día siguiente se resolvió su sustitución.
Desde Tarija, la delegación presidencial viajó a Samayhuate. Allí, Salamanca fue recibido con frialdad, casi hostilmente, por parte del mando militar. El desagrado hacia él era tan grande que, a pesar de la propia impopularidad de Rodríguez, comenzó a formarse resistencia a su destitución. Salamanca finalmente regresó a La Paz sin haber logrado ninguno de sus objetivos. Guachalla señaló que “el presidente, sin duda molesto por tantos contratiempos, le dejó [a Peñaranda] plena libertad para hacer lo que le convenía. A varios de nosotros no se nos escapó que al coronel David Toro no lo tocaron [...]. Él era el jefe político del Ejército [...]”.
El golpe final a la relación entre Salamanca y las Fuerzas Armadas llegó en la segunda semana de noviembre de 1934. En la batalla de El Carmen, el ejército paraguayo ejecutó una de las maniobras más exitosas estratégica y tácticamente de toda la guerra. Alrededor de 3.000 soldados bolivianos y la fortaleza de Ingavi fueron capturados, dejando al ejército boliviano con una brecha casi imposible de recuperar en sus líneas del frente. La desastrosa situación militar también planteó una crisis política para el gobierno. Como resultado, importantes periódicos como El Diario y La Razón comenzaron a cuestionar abiertamente la política de guerra de Salamanca. Fue la gota que colmó el vaso para el presidente, que decidió viajar personalmente al Chaco y destituir al alto mando.

## El corralito

### Intriga en Samayhuate
Salamanca partió de La Paz hacia Villamontes el 21 de noviembre de 1934. Lo acompañaba una delegación presidencial integrada por su hijo, Hernán; el vicepresidente electo Rafael de Ugarte, su cuñado; el ministro de Gobierno José Antonio Quiroga; y el ministro de guerra Demetrio Canelas. A ellos se unieron además ayudantes militares y ocho policías. La delegación, acompañada por Lanza y Miguel Candía, llegó el 25 de noviembre con el objetivo de destituir a Peñaranda y Rivera, reemplazándolos por Lanza y el teniente coronel Luis Añez. 

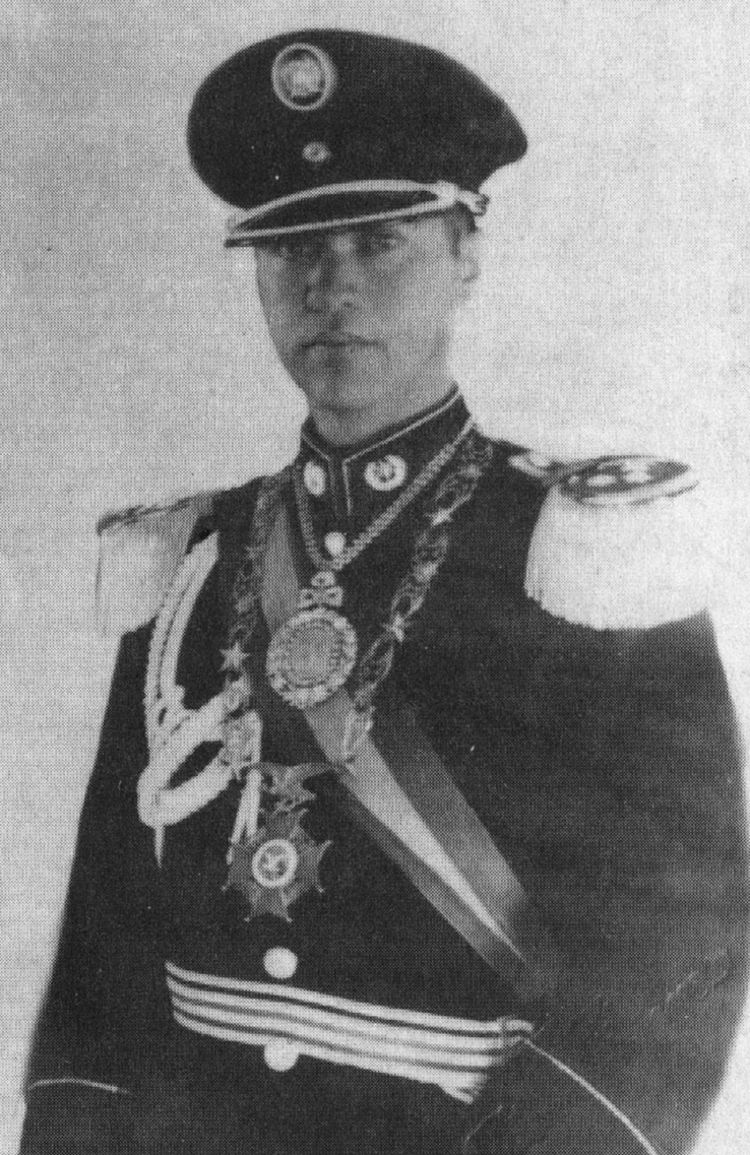
Germán Busch perpetró el golpe

El conocimiento de las intenciones de Salamanca desató inmediatamente intrigas entre el alto mando saliente. Esa noche, Salamanca, Lanza y tres ministros cenaron con Germán Busch y Añez. Aunque la conversación se mantuvo cordial, ambos oficiales deseaban derrocar a Salamanca, pero Peñaranda se lo impidió y se mostró reacio a actuar. En la noche del 26 de noviembre, Peñaranda se reunió con el general Julio Sanjinés, los coroneles Rivera y Víctor E. Serrano y el capitán Busch, estando presente como testigo el historiador militar Julio Díaz Arguedas. Díaz Arguedas relata que Busch le dijo a Peñaranda que los militares “no van a permitir que estos políticos lo insulten y lo despidan en la forma en que lo están haciendo, porque sólo nosotros sabemos de las penurias que usted ha pasado en la campaña” y solicitó al general “autorización para que podamos aprehenderlos y expulsarlos de los inmerecidos cargos que ocupan”.

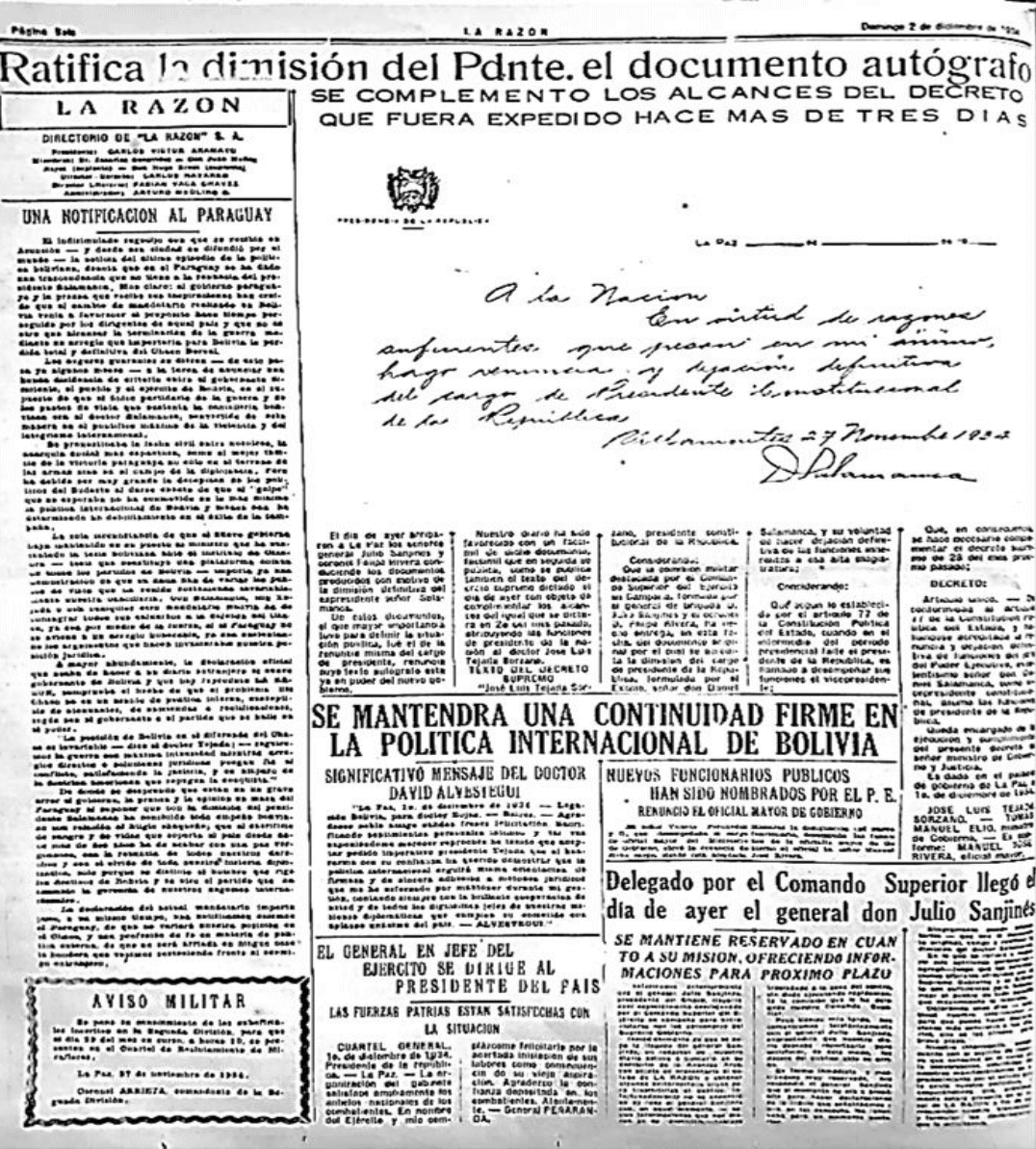
La dimisión del presidente Salamanca, publicada por el diario La Razón, 2 de diciembre de 1934.

Al final de la reunión, la destitución de Peñaranda fue considerada un "atropello contra todo el ejército" y el alto mando decidió deponer a Salamanca al día siguiente. Entre los autores del golpe se encuentran tres generales: Enrique Peñaranda, Julio Sanjinés y Adalid Tejada; siete coroneles: Felipe M. Rivera, Ángel Rodríguez, Enrique Frías, Victorino Gutiérrez, Miguel Alaiza, Néstor Montes y Heriberto Ariñez; seis tenientes coroneles: Jorge Jordán, Víctor E. Serrano, Alfredo Santalla, Enrique Vidaurre, Luis Añez y Julio Díaz Arguedas; así como Germán Busch, Raúl Tardío y el teniente Roberto Ramallo. Notablemente ausente estuvo Toro, quien no participó ni en la planificación ni en la ejecución del golpe.
En un giro trágico, el propio Peñaranda escribió más tarde que "[...] no tenía intención de permanecer en el cargo de general en jefe; habría renunciado si no hubiera sido por la insistencia de los jefes y oficiales en que me quedara". Agregó: "El presidente podía haberme relevado de mi cargo en La Paz; yo hubiera cumplido de inmediato esa orden, pidiendo únicamente que se me retuviera el mando del regimiento 'Loa'".

### Golpe de Estado en la casa Staudt
Al amanecer del 27 de noviembre, Rivera ordenó el ingreso de tres camiones con tropas del 4º Grupo de Artillería. Mientras tanto, se desplegaron dos piezas de artillería que dispararon contra la casa Staudt, donde residía el presidente. Las tropas bajo el mando de Busch rodearon el recinto con ametralladoras colocadas en el jardín, apuntando hacia el interior a través de las ventanas. Busch fue recibido en la puerta principal por Lanza y Canelas, este último todavía en pijama. Relata Lanza que “con frases oportunas hice algunas reflexiones al Mayor Busch, ordenándole que reuniera a sus tropas y las condujera al recinto que ocupábamos. El Mayor inclinó la cabeza y después de una pequeña vacilación obedeció la orden”.
Ante los hechos consumados, Salamanca dictó su carta de renuncia a Ugarte. Decía: “A la Nación: En virtud de razones inherentes que pesan en mi ánimo, renuncio y abandono definitivamente el cargo de Presidente Constitucional de la República”. La adición de "abandonar definitivamente" a la carta fue una frase dictada específicamente por los conspiradores.

## Secuelas

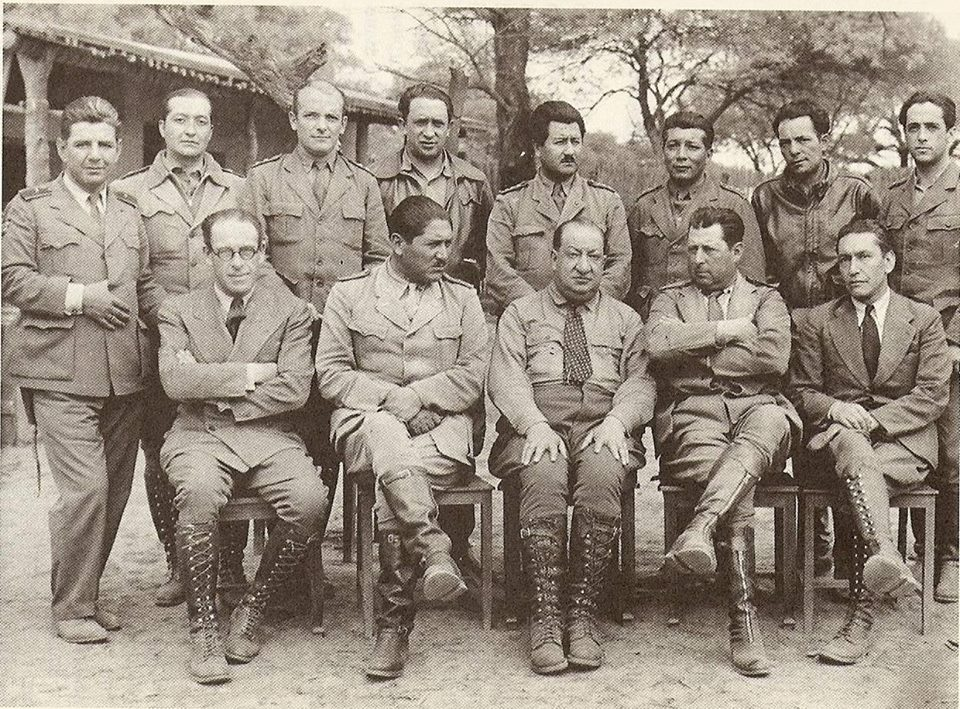
El presidente Tejada Sorzano sentado con Peñaranda y otros oficiales.

Poco después de la deposición de Salamanca, los conspiradores Peñaranda, Sanjinés, Rivera, Rodríguez y Busch, junto con otros 14 oficiales, deliberaron sobre cómo tomar el poder manteniendo una apariencia de legalidad. Un factor que se tuvo en cuenta fue el temor al no reconocimiento del nuevo gobierno por parte de los países vecinos, en cuyas manos estaban las negociaciones de paz. Después de debatir y discutir todas las opciones viables, finalmente se decidió que se permitiría al vicepresidente José Luis Tejada Sorzano asumir el cargo, con la inclusión de tres ministros militares en su gabinete.
El 28 de noviembre, Tejada Sorzano asumió el cargo de presidente interino. El 1 de diciembre llegó a La Paz una Comisión Militar designada por el alto mando integrada por el general Julio Sanjinés y el coronel Felipe M. Rivera y entregó el documento original que contenía la renuncia de Salamanca, tras lo cual se promulgó oficialmente el artículo 77 de la Constitución y Tejada Sorzano fue nombrado Presidente Constitucional de la República.
Cabe destacar que la conspiración para derrocar a Salamanca "no fue partidista y, en segundo lugar, no hubo ningún líder que guiara la conspiración. El resultado transitorio no fue la toma del poder, sino el reconocimiento de una sucesión constitucional". Sin embargo, el golpe fue una herida mortal al sistema político tradicional que había gobernado durante décadas y preparó el terreno para su caída final en 1936 y su disolución permanente tras la revolución de 1952.